# Point of No Return (groupe)
Pour les articles homonymes, voir Point of No Return.
Point of No Return est un groupe brésilien de punk hardcore, originaire de São Paulo, État de São Paulo.

## Histoire
Point of No Return est formé en 1996, à l'origine en tant que projet parallèle du groupe Self-Conviction. Les paroles de Point Of No Return se concentraient principalement sur les « luttes du tiers-monde » et les questions de libération des animaux. Leur style musical est décrit comme un mélange de Earth Crisis metal mosh avec des éléments de death metal. Le groupe avait trois chanteurs, comme son homologue nord-américain, Path of Resistance.
Le premier album de Point of No Return, Centelha, sort en CD chez Liberation Records au Brésil et Catalyst Records aux États-Unis. Le groupe effectue des tournées internationales, d'abord en Europe en 2000, puis en Argentine en 2001,,. Après une pause de sept mois et un prétendu « dernier concert » en Argentine, le groupe revient avec un deuxième album en 2002, Liberdade Imposta, Liberdade Conquistada et repart en tournée en Europe une deuxième fois. Les mroceaux de ce deuxième album, dont les paroles sont cette fois entièrement en portugais, traitent de questions sociopolitiques et sont plus profondément mélancoliques, tout en étant fortement influencées par des groupes comme Cro-Mags, Judge et Napalm Death.
Point of No Return joue son dernier concert en 2006,,. En 2024, le groupe revient avec un nouvel album, A Linguagem da Recusa, composé de chansons écrites entre 2002 et 2024,.

## Discographie

### Albums studio
- 2000 : Centelha (Liberation Records)
- 2002 : Liberdade Imposta... Liberdade Conquistada (Liberation Records)
- 2024 : The Language of Refusal

### EP et démos
- 1998 : Point of No Return (EP) (Catalyst Records)
- 1999 : Catalyst Records (sous What Was Done)
- 1999 : Um Convite à Luta (démo)